# Silvio Valenti-Gonzaga
Pour les articles homonymes, voir Valenti (homonymie).
Silvio Valenti-Gonzaga, né le 1er mars 1690 à Mantoue et mort le 28 août 1756 à Viterbe, est un prélat catholique élevé à la dignité de cardinal en 1738 par le pape Clément XII.

## Biographie
Silvio Valenti-Gonzaga est élu archevêque titulaire de Nicée en 1731. Il est nonce apostolique en Flandre (en) en 1732 puis en Espagne en 1736. Il est créé cardinal en 1738 et légat apostolique en Bologne en 1739.
Silvio Valenti-Gonzaga est secrétaire d'État du pape Benoît XIV à partir de 1740. Il est préfet de la Congrégation pour l'évangélisation des peuples à partir de 1747.
Grand érudit et grand collectionneur de tableaux, il est représenté au milieu de sa collection sur le tableau de Giovanni Paolo Pannini La Galerie du cardinal Silvio Valenti-Gonzaga (1749), dont une esquisse peinte est conservée au musée des Beaux-Arts de Marseille et dont la version définitive est conservée au Wadsworth Atheneum Museum d'Hartford (Connecticut). Il s'agit d'un lieu imaginaire inspiré de la galerie Colonna de Rome.